# Major Ákos
Major Ákos Antal Gyula (tasnádi Major-Maróthy) (Újpest, 1908. május 23. – Budapest, 1987. május 26.) magyar jogász, hadbíró, a Budapesti Népbíróság és a Népbíróságok Országos Tanácsa elnöke a III. Birodalom SAS rendjének birtokosa. Major Tamás színész és Major Klára  apáca, a Pécsi Miasszonyunk Gimnázium tanárának testvére. Ő volt az Országos Nemzeti Bizottság (a korabeli választásokat ellenőrző szervezet) elnöke a kékcédulás választás idején.
Ő volt a népbírói tanács elnöke többek közt Bárdossy László volt miniszterelnök ügyében, akit halálra ítéltek és kivégeztek. 

## Családja
Major Gyula György pénzügyminiszteri számvevő és Papp Mária Róza Krisztina római katolikus szülők gyermeke. Testvére Major Tamás Kossuth-díjas színész, rendező.

## Tanulmányai
1931-ben a  szegedi egyetemen szerzett jogi doktorátust. 1933-ban tette le a tényleges hadbírói vizsgát, 1946-ban az egységes bírói és ügyvédi vizsgát.

## Hadbírói pályája
1927-től 1946. november 1-jéig katonai szolgálatot teljesített, 1933 és 1946 között tényleges hadbíróként, illetve ügyészként. 1942. május 31-étől 1943. június 26-áig a repülődandár parancsnokságánál volt a keleti arcvonalon. Ott volt Ilovszkoje faluban, Horthy István tartalékos főhadnagy közvetlen környezetében, amikor a kormányzó fia végzetes bevetésére indult, majd részt vett a lezuhant gép és a holttest vizsgálatában is. „A kormányzó-helyettes meghalt azért, mert a második hadseregnek az egyik legelitebb részét, a repülő dandárt ócskavasakkal felszerelve engedték ki harcolni a frontra” – mondta később Sára Sándor dokumentumfilmjében. A katonai ranglétrán folyamatosan haladt előre – ez különösen a háborús vereség után gyorsult fel. 1933 és 1940 között még csak főhadnagy volt, 1940 és 1945 között már százados, 1945-ben őrnagy, alezredes majd ezredes, 1946-ra pedig a Magyar Honvédség tartalékos hadbíró vezérőrnagya lett.

## Pályája 1945-től
1945 elején, még a dálnoki Miklós Béla vezette ideiglenes kormány népbíráskodásról szóló kormányrendeletének megjelenése előtt a Budapesti Népbíróság elnökének nevezte ki a Budapesti Nemzeti Tanács. Ő tárgyalta az első háborús bűn pert a Zeneakadémia termében, amelyben a tanács február 3-án hozott halálos ítéleteket. (Rotyis Péter tartalékos főtörzsőrmester és Szívós Sándor tartalékos szakaszvezető ellen – ők a 401-es különleges munkásszázad tagjainak sérelmére követtek el 124 rendbeli gyilkosságot). 1946 és 1948 között a népbíróságok fellebbviteli bírósága, a Népbíróságok Országos Tanácsa (NOT) elnöke volt.
Az a tény, hogy Major 1945 előtt és utána is bíró volt, a korra jellemző különleges helyzeteket produkált. „Pár órával később (1944 nyarán, az SS panaszára), megjelent a rendőrség és (apámat) bekísérték: a Fő utcába vagy az Andrássy útra. Nem tudom. Vallatója nem más, mint Major Ákos (a híres színész, Major Tamás fivére). Nem kapott enni, de különben nem bántották. Horthy közbenjárására, pár nap múlva kiengedték. Ugyanez a Major Ákos ’’foglalkozott’’ vele az Andrássy út 60.-ban 1945-ben, amikor háborús bűnösséget próbáltak hál'istennek hiába rábizonyítani” – írta Bárdos-Féltoronyi Miklós.
E helyzet fonákságának maga is tudatában volt és Sükösd Mihály szerint ennek a jele lehetett az is, amikor a nála sokkalta mélyebb jogi ismeretekkel rendelkező Bárdossy ügyének tárgyalása közben egy ízben elvesztette a fejét: „Amikor Bárdossy valamilyen összefüggésben sértőn említette meg Bajcsy-Zsilinszky Endre nevét, az elnök a vádlottba fojtotta a szót, megbilincseltette, és kivezettette a teremből. Ezért a csúfságért a magyar népbíróság független elnökét mind a budapesti Szövetséges Ellenőrző Bizottság angol ezredese, mind Rákosi Mátyás miniszterelnök-helyettes megdorgálta” – írta Sükösd. Róna Péter dokumentumfilmjében maga Major mesélte el, hogy Rákosi magához rendelte, és ezzel oktatta ki: magának itt nem vitatkoznia kell Bárdossyval, mert abban veszít, hanem ítélkezni.
1948 és 1950 között Major a budapesti ítélőtábla elnöke volt. „Közel négy évtized távlatából nyomban szembetűnik, hogy 1948-ban minden jelentős bírósági ügy valamilyen politikai eseményhez kapcsolódott. Egyengette az időszerű politikai fejlődés útját” – írta 1988-ban megjelent könyvében. Általában véve úgy vélte: „a népbíráskodás malter volt a politikai építés téglái között.”
1951-ben tanácsvezető bíró lett, 1952-ben és 1953-ban a Legfelsőbb Bíróság bírája volt. Ezután más irányú jogi pályára tért: 1954 és 1978 között a Budapesti Ügyvédi Kamara tagja volt. Az 1958. évi 12. tvr. kötelezővé tette, hogy az ügyvédek csak ügyvédi munkaközösségekben dolgozhatnak. Miniszteri engedéllyel két ember volt kivétel: Vadas Ernő ügyvéd és fotóművész, s Major Ákos aki egyéni irodát tarthatott fenn, s így nem vonatkoztak rá az ügyvédi munkaközösség tagjai számára kötelező munkadíjak. Emlékirataiban is megjegyzi, hogy rengeteg pénzt keresett. Emlékiratában azt sem tagadja, hogy mint volt hadbírónak, jelentősebb befolyása volt a bíróságra, mint az „egyszerű” ügyvédeknek.

## 1956 után
Védőügyvédként szerepelt az 1956-os forradalom résztvevőinek pereiben. A halálra ítélt Mécs Imrének is Major volt a védője, Mécs visszaemlékezése szerint "ügyvédet húszfős listából lehetett választani, ezek a Rákosi-korszakban kompromittálták magukat". 
Szerepének emlékezete ellentmondásos. A Kenyeres Ágnes-féle, forrásmegjelöléseket nem közlő Magyar életrajzi lexikon szerint "az 1956-os forradalmárok pereiben az elítéltek kijelölt védőügyvédeként több esetben súlyosbítást kért".
Az események több tanújának visszaemlékezéseiben Major felkészületlen, közönyös ügyvédként és a védencét hatékonyan képviselő védőként is feltűnik. Az ügyész által kért nevelő célzatú börtönbüntetés helyett halálra ítélt Mécs Imre visszaemlékezésében nem említette Major nevét a súlyosbítással kapcsolatban: eszerint a halálos ítélet oka Tutsek Gusztáv bíró volt, aki Mécs szavaival úri középosztálybeli gazember volt, "paranoiás, aki sorozatban küldte halálba az embereket". Major volt Göncz Árpád védője is. Göncz úgy emlékezett, hogy Major a kirendelésekor semmit sem tudott az ügyről, negyedórát kapott, hogy elolvassa a 450 oldalas anyagot. Göncz egyik vádlott-társa, Regéczy-Nagy László szerint Major végül "semmitmondóan" védte Gönczöt.  Fazekas Zoltánt, aki a forradalom idején a nagyteljesítményű szolnoki rádióadó működésében vállalt szerepet, Major úgy védte, hogy abban Fazekas keresztlányának visszaemlékezése szerint "nem volt sok köszönet". 
Major védte a zalai megyei, szintén '56-os Majerszki-per első- és harmadrendű vádlottját. A területet kutató történész Németh László szerint Major itt felmentést, illetve enyhe büntetést kért a védenceinek. Más vádlottak fellebbezés után az eredetinél súlyosabb ítéletet kaptak, de nem Majerszki, mivel az ő ügyében Major a kockázatra tekintettel visszavonta a fellebbezést.  Monory Gyulát, aki a Veszprém megyei forradalmi tanácsban volt Brusznyai Árpád titkára, felesége szerint hasonló indokkal szintén Major beszélte le a fellebbezésről.
Ismert azonban egy későbbi, nem 1956-os ügy, amelynek elítéltje úgy emlékezett, hogy Major védőügyvédként nem szakmaszerűen látta el a feladatát. Geresdy László, akit a Szabad Európa Rádiónak végzett kémtevékenységért ítéltek el, úgy emlékezett, hogy miközben még a katonai ügyész is látott az ügyében enyhítő körülményt, addig Major védőbeszédként a következőt adta elő: "Tisztelt katonai bíróság, védencem mellett semmi enyhítő körülményt felhozni nem tudok, kérem a Btk. szerinti legsúlyosabb ítélet kiszabását." Ez akkoriban a halálos ítéletet jelentette volna. Geresdyt elsőfokon tizenöt évi szabadságvesztésre ítélték, amit másodfokon tizenkettőre mérsékeltek, és amiből végül csak négyet kellett letöltenie.

## Művei
- Az imperialista államok nagybankjainak szerepe az új világháború előkészítésében (Budapest, 1952.)
- Népbíráskodás – forradalmi törvényesség. Egy   népbíró visszaemlékezései (Budapest, Minerva kiadó, 1988.)

## Külső hivatkozások
- Életrajza a Magyar életrajzi lexikonban
- Varga László: „Forradalmi törvényesség” – Jogszolgáltatás 1945 után Magyarországon